# Guillermo Valencia
Guillermo Valencia Castillo (Popayán, 20 de octubre de 1873- Popayán, 8 de julio de 1943), conocido también como El Maestro, fue un escritor, poeta, periodista, historiador, educador, académico, político y diplomático colombiano, miembro del Partido Conservador Colombiano. 
Como poeta fue pionero del movimiento del Modernismo en Colombia, y creador de una poesía pictórica con influencias del romanticismo y del parnasianismo europeo. En su trayectoria poética, se pueden reconocer tres etapas; en la primera tendió al parnasianismo, después siguió la línea del simbolismo francés, y, por fin, recibió la influencia de Rubén Darío y el modernismo. Su único libro original de versos fue Ritos, compuesto entre 1896 y 1898, publicado por segunda vez en Londres, en 1914, donde se hizo muy popular y es por el que se le conoce actualmente en Europa y fuera de Latinoamérica.
Luego compuso muchos otros poemas, algunos incluso de mayor valor que los de Ritos, buena parte de los cuales fueron publicados en 1952 en su Obra poética completa. Otra de sus obras fue Catay (publicada en 1929), en la que recoge distintos poemas chinos, traducidos en verso al español a partir de una versión francesa en versos.
Como político destacó como miembro del Partido Conservador, siendo candidato presidencial en dos ocasiones, y nunca logró ganar la presidencia. Desempeñó también cargos diplomáticos en Francia, Suiza y Alemania, y misiones diplomáticas en Brasil, Chile y Perú.
Valencia también fue director del Partido Conservador, senador, representante a la cámara, en dos ocasiones jefe civil y militar del Cauca, y ministro de Guerra de Colombia.Lanzó dos candidaturas presidenciales en 1918 con apoyo de los liberales, y 1930 por su partido, pero en ambas ocasiones fue vencido.
Es considerado uno de los poetas modernistas más importantes de Colombia junto con José Asunción Silva, y uno de los más importantes de Hispanoamérica. Políticamente se le considera uno de los mejores oradores de la historia del país y de su partido, y también como uno de los hombres más cultos de su tiempo.

## Biografía

### Inicios
Guillermo Valencia Castillo nació en Popayán, Estado Soberano de Cauca, en los Estados Unidos de Colombia, el 20 de octubre de 1873, en el seno de una familia acomodada de su ciudad, con orígenes hidalgos y nobiliarios que datan del rey Alfonso X el sabio.
Su madre murió prematuramente cuando Guillermo tenía 8 años. Por esa razón, Valencia, quien era el hijo menor del matrimonio, permaneció en Popayán bajo la tutela de su padre, hasta que gracias a su hermano mayor, Guillermo consiguió estudiar en el colegio de San José de la Salle, ubicado en Medellín, donde empezó a demostrar su inclinación a la poesía. Su padre murió en 1887 durante su adolescencia, quedando definitivamente huérfano.
Tras culminar sus estudios de secundaria, regresó a Popayán, donde inició su carrera en filosofía y Letras en la Universidad del Cauca aunque no la concluyó, porque con apenas 19 años, fue nombrado secretario de la prefectura de Popayán. En 1893 fue nombrado jefe del directorio departamental del Partido Conservador en el Gran Cauca.
Ya con cierta fama se trasladó a Bogotá.Al instalarse en la capital, conoció al poeta Baldomero Sanín Cano, con quien entablaría amistad y se convirtió en su discípulo; y a los bohemios de la Gruta Simbólica, grupo literario de la época en el que destacó Julio Flórez. Empezó a ser conocido como orador en el parlamento y como lírico gracias a la declamación de poemas como "Anarkos" y "Croquis" en el Teatro Colón.

### Primeros pasos legislativos (1895-1898)

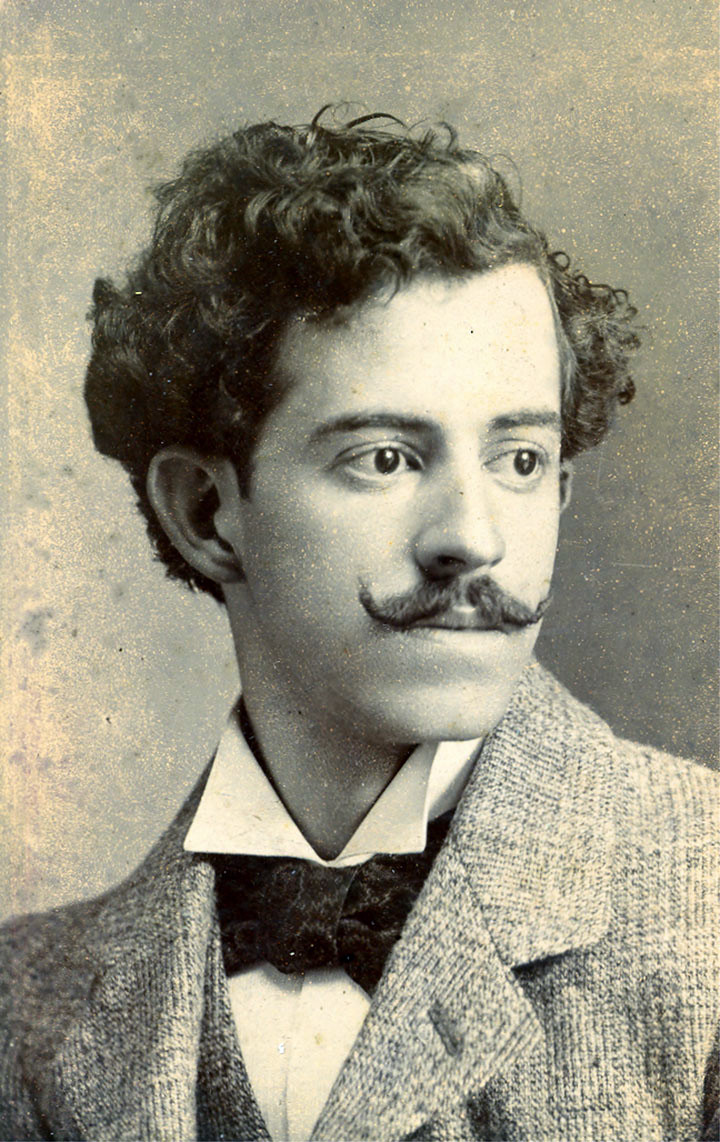
Valencia en su juventud.

En 1895, el diplomático Rafael Reyes lo nombró como su secretario privado.Valencia también alternó su trabajo con el periodismo, asociándose con el general Guillermo Quintero Calderón (quien reemplazó temporalmente al presidente Caro en 1895), quienes a través del periódico consevador El Siglo (no es el mismo Siglo de la familia Gómez), atacaron el tratado limítrofe con Venezuela. Luego fue elegido diputado por Palmira.
Valencia fue elegido representante a la cámara de Popayán por el Partido Conservador, teniendo sólo 23 años, como suplente del titular Joaquín María Córdoba, en 1895, según la emisión especial de 1993 del programa El Pasado en Presente. También representó a Facatativá como suplente del representante Juan Nepomuceno Valderrama.
Se le recuerda porque sus contrincantes, entre ellos el prestigioso militar liberal Rafael Uribe Uribe, lo atacaban con frecuencia porque no tenía la edad mínima para ocupar su curul, a lo que Valencia se defendió con ferocidad; a la postre Uribe y Valencia se hicieron amigos, llegando incluso a pronunciar el discurso homenaje a Uribe cuando fue asesinado en 1914.
Valencia también enfrentó al canciller de la época, Jorge Holguín Mallarino por su corta edad, y por el apoyo que Valencia dio públicamente a la independencia de Cuba de Estados Unidos, a finales de la década. La controversia se dio por las políticas proestadounidenses del gobierno de Miguel Antonio Caro, que estaban en contravía con los postulados de Valencia.

### Viaje a Europa
En 1899, Valencia dejó el Congreso y viajó a París como secretario de la delegación colombiana ante Alemania, Francia y Suiza, que dirigía Reyes, durante el gobierno de Caro. Durante su estancia en Europa, Valencia estudió en La Sorbona, donde conoció al poeta nicaragüense Rubén Darío, con quien entabló amistad y se convirtió junto al vate nicaragüense en el más notable poeta parnasiano y simbolista de la lengua española a causa de sus versos, que le singularizan como uno de los poetas más importantes del modernismo literario.  También entró en contacto con Friedrich Nietzsche y publicó su primer libro de poemas, conocido como Ritos, en 1899.

### Regreso a Colombia
A su regreso al país por problemas financieros en Europa, coincidiendo con la Guerra de los Mil Días, Valencia asumió un cargo de mediana responsabilidad en el Ministerio de Hacienda en 1901, durante el gobierno de José Manuel Marroquín, pero luego pasó sucesivamente las secretarías de Educación y de Gobierno del departamento de Cundinamarca, por designación del gobernador José Vicente Concha, siendo confirmado por el sucesor de Concha, hasta 1901.
En ese año fue nombrado por el presidente Marroquín jefe civil y militar de su departamento natal, Cauca, cargo que desempeñó hasta 1902; sin embargo, su intensa actividad (incluyendo una feroz defensa de los territorios a su cargo tras la incursión de guerrilleros y rebeldes panameños) lo obligó a retirarse de la política por un año, ya que su salud se vio comprometida. En 1903 el presidente Marroquín le ofreció el ministerio de educación, pero Valencia lo rechazó por su enfermedad.
Ya recuperado, entre 1904 y 1908 llegó nuevamente al Congreso y se empezó a perfilar como un dirigente destacado de su partido, entrando nuevamente en controversia con Uribe Uribe y con Diego Mendoza Pérez, en esta ocasión por el tratado Herrán-Hay, a pesar de la controversia llegó a ocupar la presidencia del congreso. En 1904 ocupó por segunda vez la gobernación de Cauca hasta 1906, por designación del presidente Reyes, su antiguo patrón y aliado, ya que el gobernador Bonilla fue llamado a ocupar el ministerio de hacienda por Reyes.Terminado el encargo regresó a Europa, alejándose de la vida política nacional.

### Su oposición al gobierno republicano
A finales de la década, Valencia regresó al congreso como senador por Cauca. En 1909, tras la renuncia del presidente Reyes, y con el surgimiento del partido de coalición Unión Republicana, Carlos Calderón Reyes, pariente del expresidente Reyes Prieto, intentó convencer a Valencia de que apoyara la candidatura republicana a cambio de un ministerio en el futuro gobierno. Valencia se rehusó a apoyar al republicanismo, y en su lugar apoyó la candidatura de Ramón González Valencia, quien fue elegido presidente para completar el período de Reyes.
Como anécdota, el día de la posesión de Reyes, un emisario de los republicanos se acercaron a la residencia de Valencia, y le indicaron que se estaba fraguando un golpe de Estado contra González, ya que quería la permanencia de Jorge Holguín en el poder. Rápidamente Valencia fue a casa de José María, hermano de González, para contar lo sucedido. José María y Valencia se dirigieron a entrevistarse con los golpistas y por poco estos lo asesinan a espada.
En 1910 fue elegido presidente Carlos Eugenio Restrepo, ficha del republicanismo; el partido también triunfó en las elecciones legislativas. El 16 de abril de ese año se aprobó la separación de la zona costera del departamento del Cauca, en lo que hoy se conoce como Valle del Cauca, supuestamente a raíz de un informe fiscal maliciosamente elaborado. Valencia, en abierta disidencia renunció a su curul y se alejó de la política, rechazando los ofrecimientos que el presidente Restrepo le hizo para que se vinculara al gobierno.

### Ministro de Guerra de Colombia (1915)

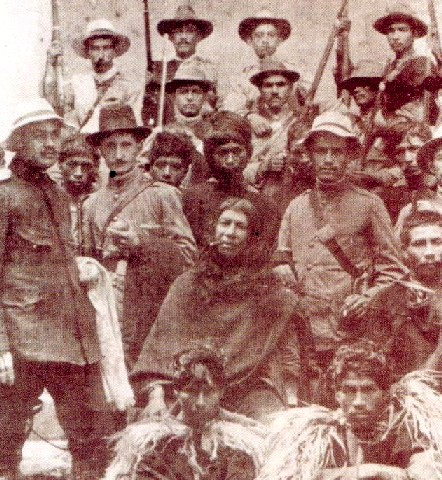
Quintín Lame y sus obras siendo detenidos por el gobierno. Década de los años 1910.

En 1914 regresó a Bogotá, siendo nombrado Ministro de Guerra por el ahora presidente José Vicente Concha, ejerciendo el cargo entre septiembre y noviembre de 1915. Desde su cargo, Valencia mantuvo neutralidad de Colombia en la Primera Guerra Mundial, política que continuaron sus sucesores. 
Por esos días, Valencia entró en controversia con la causa indígena liderada por Manuel Quintín Lame, ya que Valencia y su suegro, Ignacio Muñóz, eran dos poderosos terratenientes, quienes, para defender sus intereses, persiguieron a los indígenas alzados en armas, logrando que varios de ellos, incluso Lame, fueran encarcelados. Su actitud hacia la tenencia de tierras se vio radicalizada años después cuando los liberales regresaron al poder.

### Primera candidatura presidencial
En 1917, Valencia empezó a perfilarse como candidato a la presidencia por la Unión Republicana. El apoyo al colectivo era amplio, incluyendo el de los periódicos El Tiempo y El Espectador de corte liberal. Su candidatura fue proclamada en el Parque Nacional en 1918, en un evento encabezado por el periodista Eduardo Santos Montejo, defensor del republicanismo 

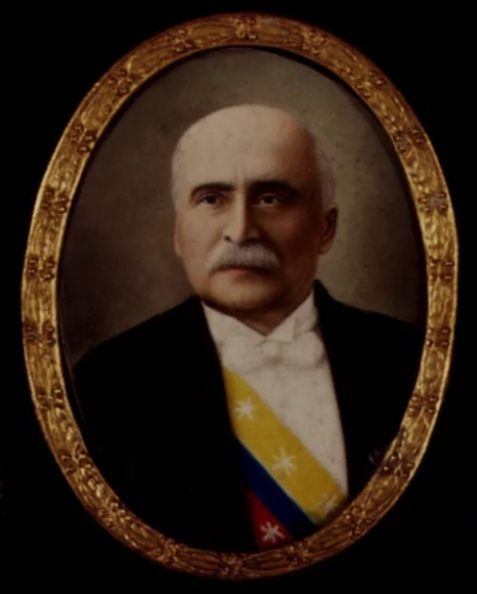
Suárez venció a Valencia en las elecciones presidenciales de 1918, convirtiéndose en presidente.

Sin embargo, el partido ya venía decayendo de años atrás cuando el candidato del gobierno, el propio Nicolás Esguerra, fue vencido por el conservador José Vicente Concha (amigo de Valencia en sus tiempos en la gobernación de Cundinamarca) en 1914, campaña a la que Valencia apoyó con ahínco desde la dirección del conservatismo.
Pese a las intenciones del conservador Marco Fidel Suárez de ser presidente por el oficialismo conservador, Valencia anunció su candidatura disidente y compitió por la presidencia contra Suárez y un débil Partido Liberal, que presentó la candidatura de José María Lombana, pariente del líder liberal Alfonso López Pumarejo.  
Valencia fue derrotado por Suárez, aunque fue el segundo candidato más votado de esa jornada electoral, gracias al apoyo de la disidencia liberal liderada por Benjamín Herrera, y con el apoyo de Eduardo Santos, Luis Cano Villegas y su amigo Baldomero Sanín.

### Después de la candidatura
Valencia se alejó de la política hasta la caída de Suárez en 1921. De hecho fue uno de los que apoyó la designación de Jorge Holguín como presidente interno tras la renuncia de Suárez. 
En 1922, Valencia regresó al Congreso, apoyado al general Pedro Nel Ospina, quien ganó la presidencia en 1922. En el senado, Valencia fue el abanderado de un polémico proyecto de ley que buscaba el restablecimiento de la pena capital en Colombia, enfrentándose al liberal José Antonio Restrepo, quien logró frenar el proyecto de Valencia. En 1926 Valencia fue reelegido para un nuevo período en el Congreso, durante la presidencia del conservador Miguel Abadía Méndez, a quien apoyó en su candidatura presidencial.

### Segunda candidatura presidencial

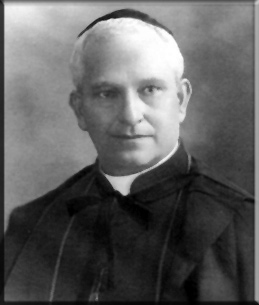
Monseñor Ismael Perdomo,llamado por los conservadores Monseñor "Perdimos" luego de las elecciones presidenciales de 1930

En 1929 el Partido Conservador se encontraba dividido entre las precandidaturas de Valencia y el general Alfredo Vásquez Cobo. En ese contexto se decidió acudir al arbitramento tradicional del Arzobispo de Bogotá, quien en ocasiones anteriores había logrado mediar para unificar al conservatismo y conseguir la presidencia, que mantenían desde 1886.
 

Sin embargo, en 1928 había fallecido el arzobispo Bernardo Herrera y su sucesor, monseñor Ismael Perdomo, dejó en los párrocos la decisión de orientar a los feligreses sobre qué candidato elegir. Por tal motivo, los dos aspirantes conservadores decidieron presentarse por separado. Además el partido enfrentaba el desprestigio nacional por su confrontación con la clase obrera y sobre todo por la Masacre de las bananeras a finales de 1928.

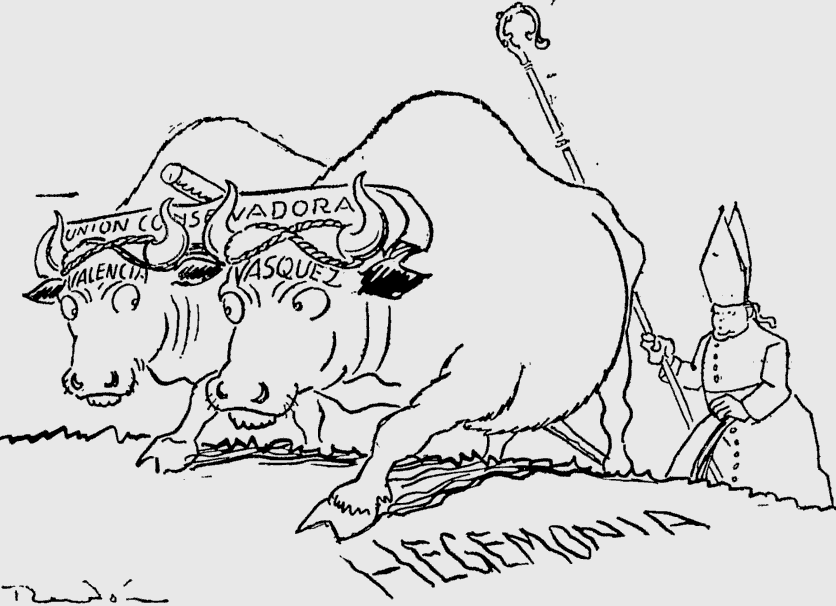
“Hegemonía conservadora” en una caricatura de Ricardo Rendón.

Ya, en enero de 1930, Perdomo se había esforzado sin éxito por convencer a Valencia de renunciar a su candidatura para facilitar una solución a la división de su partido. Entonces Perdomo declaró la resolución definitiva de apoyar a Valencia. Sin embargo, el 1 de febrero de 1930, Perdomo se retractó públicamente invitando a sus fieles a votar por Vásquez. Así, la mayoría del episcopado de Colombia apoyó la candidatura de Vásquez Cobo.
El general Vásquez, excomandante del ejército y quien había ocupado los ministerios de Guerra y de Relaciones Exteriores, estaba respaldado por el sector más radical de su partido, mientras que Valencia contaba con el respaldo de los conservadores moderados y esperaba pactar con el entonces minoritario Partido Liberal.
Sin embargo Valencia no contaba con que los liberales se unificarían bajo la candidatura del exembajador en Estados Unidos, Enrique Olaya Herrera, que fue proclamado candidato único del liberalismo, y aprovechando la división conservadora, barrió en las elecciones, ganando la presidencia en 1930 y poniendo fin a la hegemonía conservadora. Por ese motivo, se empezó a llamar despectivamente al obispo Perdomo como Monseñor Perdimos.

### Últimos años

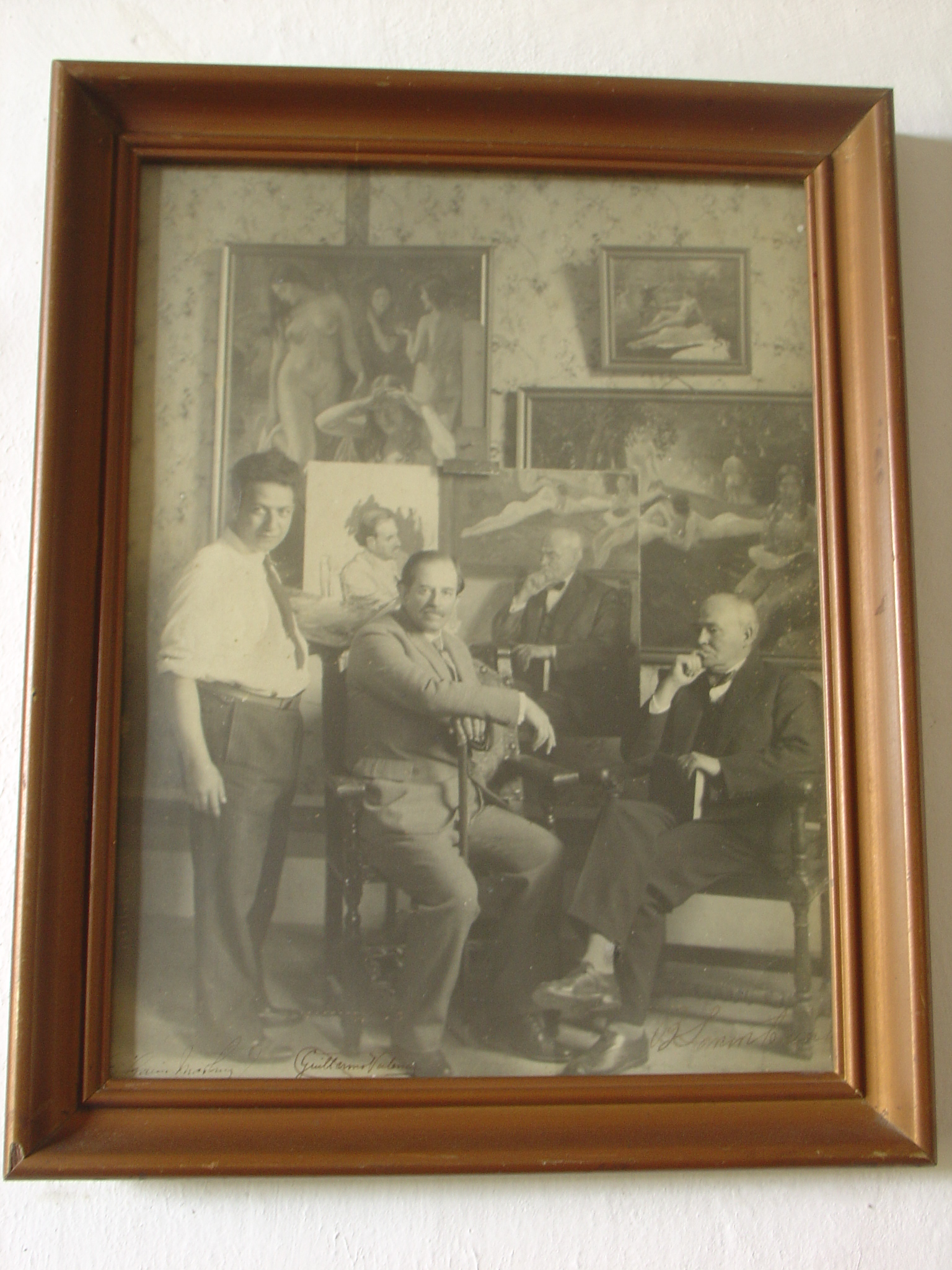
Foto del pintor colombiano Efraím Martínez, con el poeta Guillermo Valencia y Baldomero Sanín Cano, 1930.

En 1934 Valencia fue comisionado por el saliente presidente Olaya en una misión diplomática a Brasil, donde se le encargó del Protocolo de Río de Janeiro, que firmó junto a su copartidario Roberto Urdaneta Arbeláez y el afamado periodista Luis Cano Villegas, con el cual se dio por terminado el conflicto limítrofe que originó la guerra con Perú, que se desató en 1932.
Durante sus últimos años, Valencia asistió intermitentemente a la Cámara de Representantes, pero ya sin protagonismo, oponiéndose violentamente a las reformas que planteó el gobierno del entonces presidente Alfonso López Pumarejo.  En su última etapa de su creación poética creó poemas como "Job", "Parábola del Pozo", "Canto a San Francisco de Asís", entre otras, y versiones de la poesía china que aparecieron en el libro titulado Catay.
También dedicó sus últimos años a la caza y a frecuentar a su amigo Baldomero Sanín. Valencia venía decayendo en su salud, situación propia de su edad. En 1941, en plena Segunda Guerra Mundial, viajó a Estados Unidos para someterse a varios procedimientos en la Clínica Mayo de Rochester, y regresó a Colombia con buena salud.

### Muerte
Guillermo Valencia Castillo falleció en su natal Popayán el jueves 8 de julio de 1943 a las 5ː10 de la mañana, con 69 años, víctima de cáncer. Su muerte provocó una profunda tristeza en el país, dado que era considerado una leyenda viviente y gozaba de respeto de liberales y conservadores por igual, además de que fue sorpresiva porque después de regresar de Estados Unidos, su salud era estable. Fue sepultado el 9 de julio a las 9 de la mañana en su natal Popayán.

## Homenajes

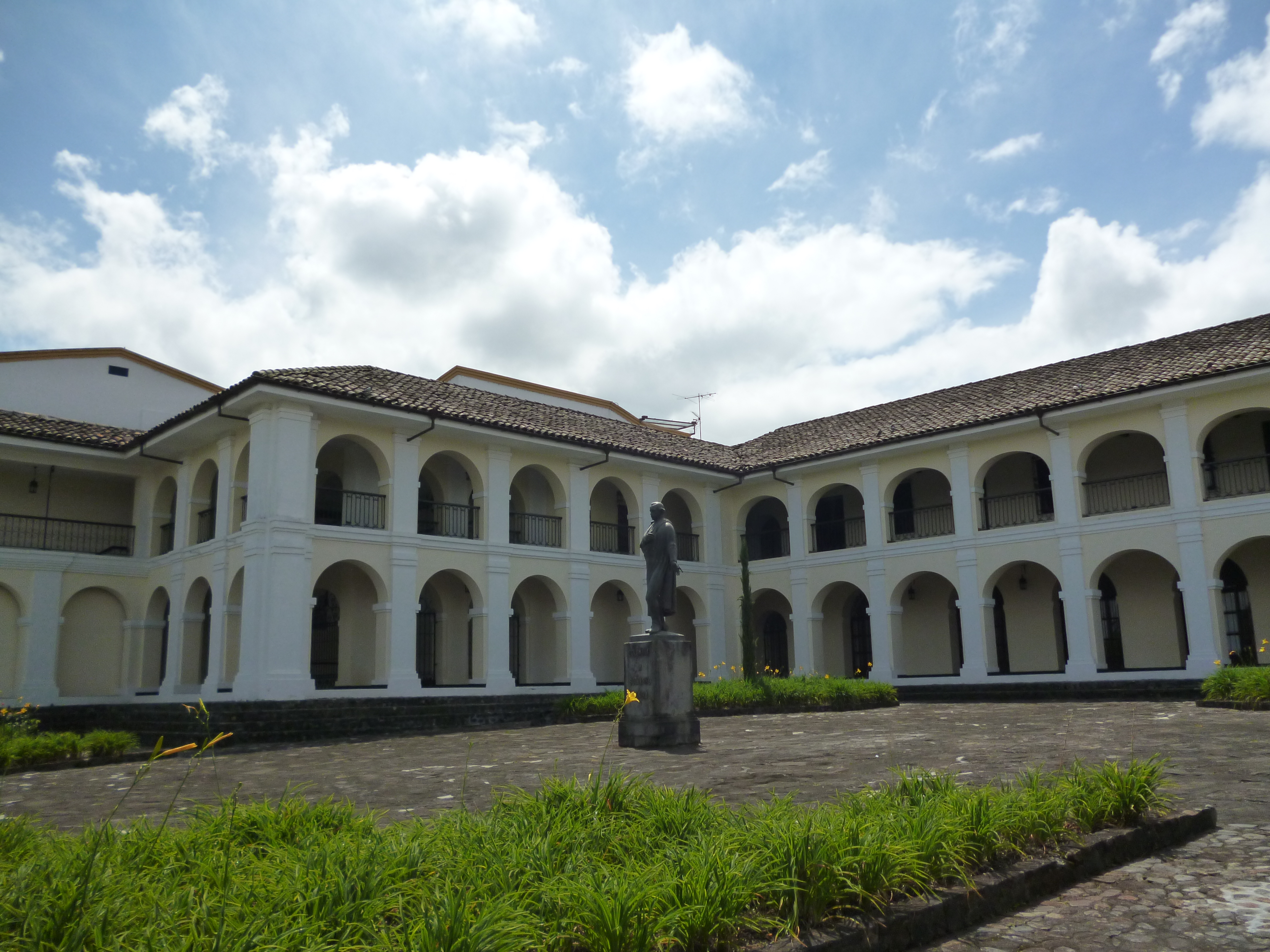
Museo Nacional Guillermo Valencia.

Inmediatamente después de su fallecimiento, la Universidad del Cauca preservó su corazón. También se decretaron 3 días de luto nacional.

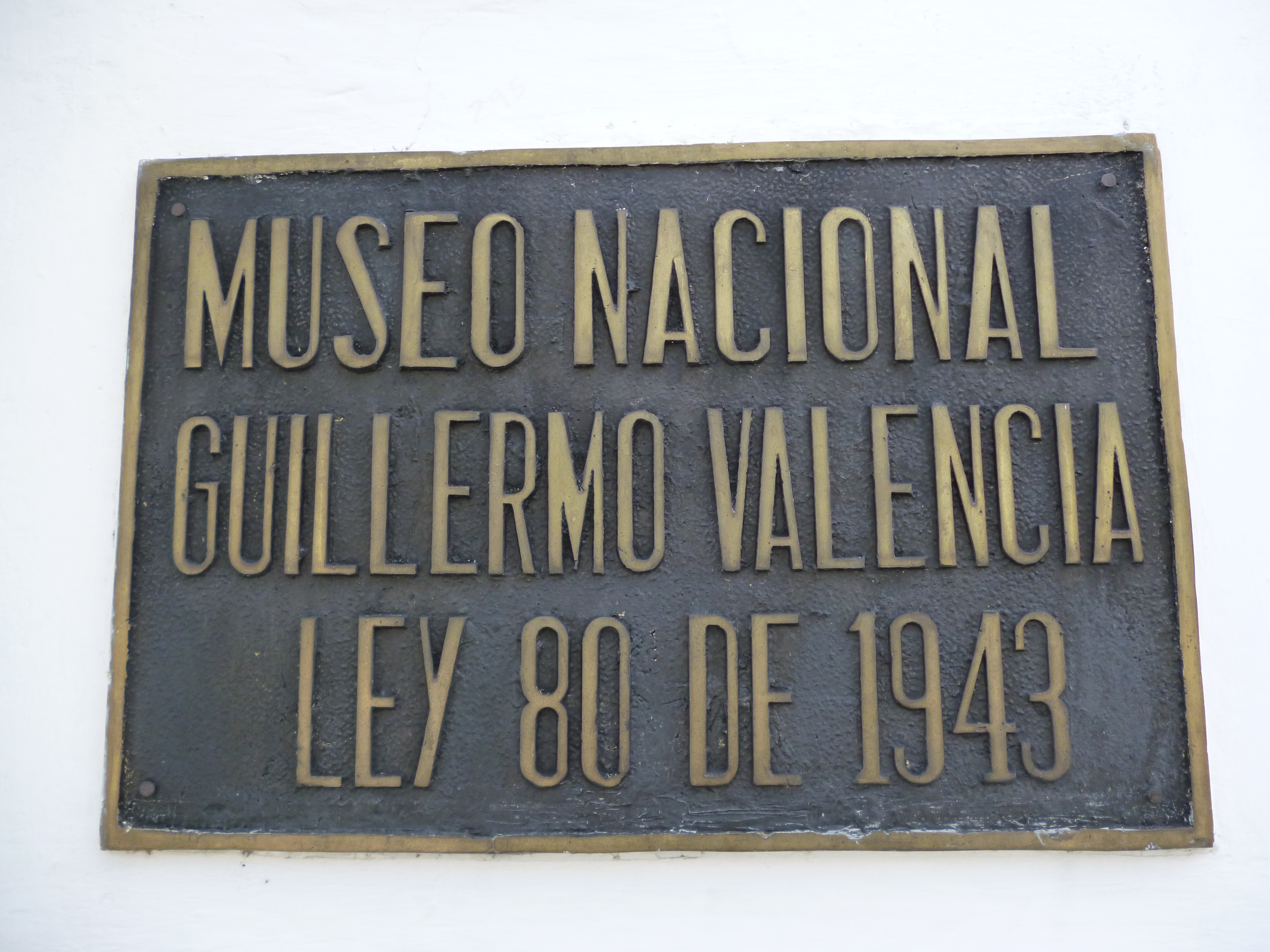
Placa conmemorativa de la casa museo Valencia

La ley 80 de 1943, del gobierno de Alfonso López Pumarejo, declaró monumento nacional la amplia casona donde vivió y murió, diseñada en el siglo XVIII por el arquitecto Marcelino Pérez de Arroyo y Valencia, posterior sede del Museo Nacional Guillermo Valencia, y en cuyo panteón reposan los restos mortales del vate y de varios miembros de su familia.
La familia Valencia es quien administra el museo -ubicado en el centro histórico de Popayán- donde también se guardan objetos de otros miembros ilustres de la familia, como Guillermo León Valencia, y ancestros como Marcelino Pérez de Arroyo y Pedro Agustín Valencia.

## Obras

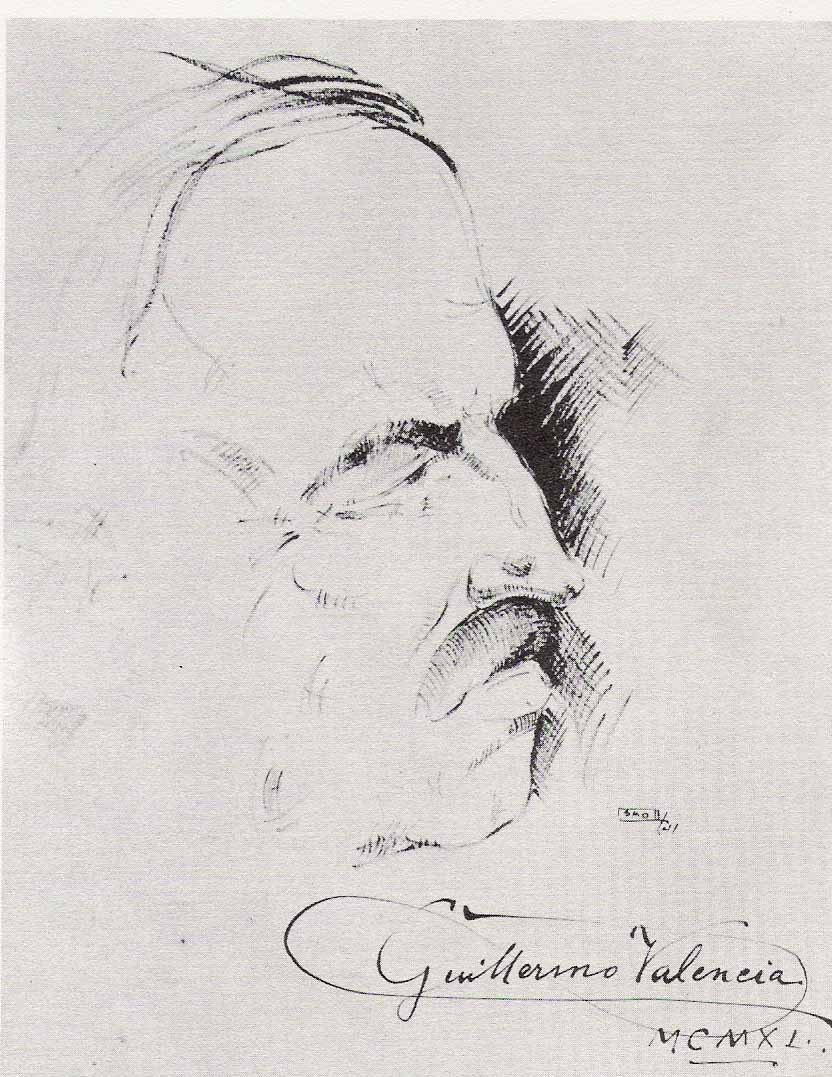
Grabado de Valencia con su firma

El poeta y crítico literario colombiano Rogelio Echavarría describe a Valencia de la siguiente manera: "Este aristocrático -por sangre y cultura- hijo epónimo de Popayán y su blasón más deslumbrante, es sin embargo uno de los más discutidos poetas hispanoamericanos, desde sus primeros Ritos (nombre de su entera obra poética personal) hasta las páginas de su madurez en las cuales se destacan sus formidables discursos y sus afamadas traducciones de Goethe, Víctor Hugo, Baudelaire, Mallarmé, Oscar Wilde, D'Annunzio, Verlaine, Maeterlinck, Flaubert, Stefan George, entre otros.
La polémica sobre la vigencia de su obra no se cierra; sin embargo, hay críticos que consideran su supervivencia parecida a la de la fría eternidad del mármol, mientras otros tratan de reivindicarla con calor tardío".
- Poesías, Bogotá, 1898;
- Ritos, Bogotá, 1899; Londres, 1914;
- Sus mejores poemas, Madrid, 1926;
- Catay, poemas orientales, Bogotá, 1929;
- Obra poética completa, Madrid, 1948;
- Antología, compilación de Germán Espinosa, 1989, y muchas -incontables- ediciones.

## Vida privada

### Semblante
Los testimonios sobre el poeta permiten concluir que Valencia era un hombre con un temperamento fuerte y recio, y pese a que pertenecía a una familia ilustre y muy rica, era intolerante a la denigración de las personas de bajos recursos y siempre se mostró como una persona cordial con todos los que lo frecuentaban. Sus admiradores, que no eran pocos, le pedían que recitara sus versos; el favorito de la gente era Anarkos.
Entre sus pasiones privadas estaba la equitación, la cual practicaba frecuentemente con equinos de su propiedad, y por supuesto la escritura. También se presentaba a las corridas de toros, de las que era asistente frecuente, vestido de capa y sombrero. Gozaba de buena estatura, por lo que su presencia en todos los lugares que frecuentaba no pasaba desapercibida.
Destacó como orador, y usaba impecablemente las técnicas orales que aprendió durante su vida, además de que su dialéctica, que estaba cargada de simbolismos. Sus críticos, sin embargo, afirmaban que él escribía ensimismado, ausente de la realidad del país, de forma frívola y muy calculadora, y que fue por esa razón que perdió las elecciones en las que se presentó, ya que al parecer sus discursos eran demasiado sofisticados para el común de la población, descripción que es incoherente con lo que afirman sus biógrafos, admiradores y amigos.
Su postura política, sin embargo, contrastaba enormemente con su personalidad afable y su humanismo, ya que mientras sus escritos estaban a la vanguardia en sus convicciones políticas, Valencia era una persona tradicionalista y de poca apertura al reformismo y al progresismo de su partido, además de un católico fervoroso, siendo militante del conservatismo, pese a que sus ancestros eran de corte más liberal. Uno de los libros que lo influenciaron fue Los Desarraigados, de Maurice Barrés. 

### Familia

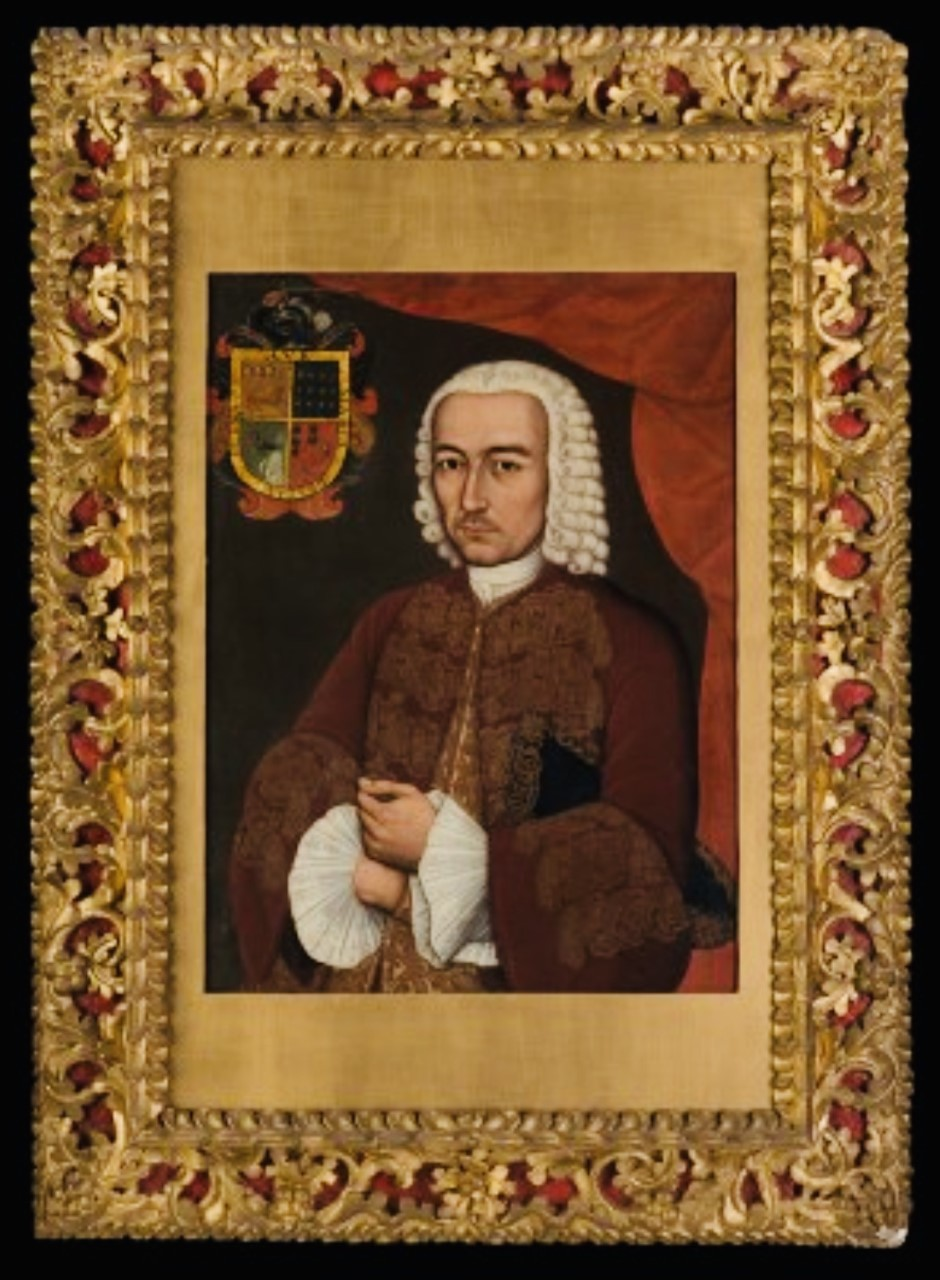
Su trastatarabuelo, Pedro Agutín de Valencia, fundador de la Casa de la Moneda de Popaýan.

Guillermo es miembro de una de las familias más importantes de Colombia, los Valencia, que de acuerdo con varios registros, tiene sus orígenes en la nobleza de España, y encuentra en el rey Alfonso X el Sabio su ancestro común más lejano.
Guillermo Valencia era el hijo menor de Joaquín Valencia Quijano y Adelaida Castillo y Caicedo. Sus hermanos eran Simón, Francisco José (su mentor), Juana, Mariana, Mercedes, Joaquín, Dolores y Antonio Valencia Castillo.
Su padre era nieto de Joaquín Valencia y Sáenz del Pontón, conde de Valencia, y tataranieto del banquero Pedro Agustín de Valencia, quien fundó la Casa de la Moneda de Popayán, nombrado conde por el rey Carlos IV, ya que el padre de este último acuñaba monedas durante el reinado de Carlos III. Pedro de Valencia así mismo, era tío de los próceres de la independencia colombiana Marcelino y Santiago Pérez de Arroyo. Marcelino fue sacerdote católico y arquitecto de renombre, explotando el estilo neoclasista; y Santiago fue un destacado intelectual y educador. 
De la rama de los Arroyo que encabeza María Gabriela Arroyo, sobrina nieta de Marcelino y Santiago, proviene el poeta y político conservador Julio Arboleda, presidente de Colombia en 1864, y su hermano Sergio Arboleda. Por esta línea, Joaquín Valencia también estaba emparentado con Ezequiel Hurtado Hurtado, presidente de Colombia en 1884, sobrino a su turno del prócer Antonio Arboleda y Arrachea, casado con otra de las nietas de Pedro Agustín de Valencia. 
Joaquín también está emparentado con la antigua poderosa familia caucana de los Mosquera, a la que pertenecían Joaquín Mosquera y sus hermanos Tomás Cipriano (ambos expresidentes de Colombia) ya que la madre de Joaquín era de la misma familia. Los Mosquera y los Arboleda también estaban emparentados entre sí por líneas endogámicas. 

#### Líneas colaterales
Una de las primas de Guillermo, Adelaida Bucheli Valencia, de ascendencia italiana, era la esposa del político Diego Euclides de Angulo Lemos, quien estaba emparentado por su madre con los políticos caucanos Froilán Largacha Hurtado y su sobrino Julián Trujillo Largacha (ambos expresidentes de Colombia al igual que el propio Euclides).
El político Julián Bucheli Ayerbe era primo por afinidad de Guillermo Valencia, ya que era sobrino de las tías de Guillermo, Carmen y Dominga Valencia. Los Bucheli, de ascendencia italiana como ya se dijo, son una poderosa familia en el actual departamento de Nariño, en la frontera con Ecuador. De esta familia es descendiente el político José María Salazar Bucheli.

#### Matrimonio y descendencia

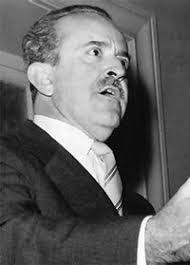
Su hijo mayor, Guillermo León Valencia Muñóz.

Guillermo Valencia contrajo matrimonio con Josefina Muñoz Muñoz, dama de sociedad de Popayán en 1908, con quien tuvo cinco hijos: Guillermo León, Álvaro Pío, Josefina, Giomar, Luz y Dolores Valencia Muñoz.

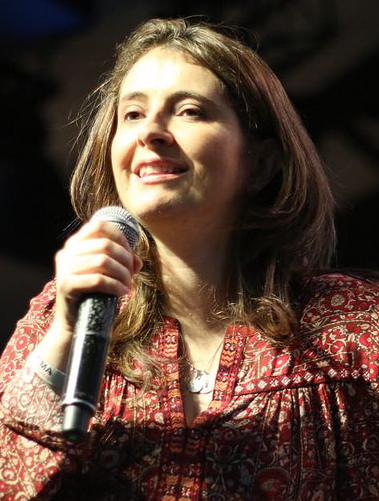
Su bisnieta, la senadora Paloma Valencia Laserna.

Su hijo mayor, Guillermo León, llegó a ser presidente de Colombia entre 1962 y 1966, y es el abuelo de la senadora colombiana y precandidata presidencial Paloma Valencia, quien también es nieta del educador Mario Laserna Pinzón, fundador de la Universidad de los Andes, de la que ella es una de sus egresadas ilustres. Otros de sus nietos son el diplomático Pedro Agustín; y la periodista Cayetana Valencia, esposa del también periodista Juan Carlos Pastrana, de la misma familia de Misael y Andrés Pastrana, ambos expresidentes de Colombia. Otro nieto ilustre de Valencia es el político Aurelio Iragorri Valencia, hijo del político homónimo.
Su segundo hijo fue el poeta y pensador marxista Álvaro Pío Valencia, importante activista de izquierda colombiano. La tercera hija del matrimonio fue la política y activista feminista Josefina Valencia de Hubach, quien fue la primera mujer en Colombia en ocupar un ministerio, esto durante el gobierno del general Gustavo Rojas Pinilla.
Dejó una hija no reconocida, llamada Julia María Ocoró, de quien no se conoce información, ya que el propio Valencia la repudió para no afectar su prestigio ni a su familia. Un descendiente de Ocoró indica que su abuela era hija de Valencia con una esclava de quien no se tiene registro ni de su nombre. De ser cierta esta leyenda, no se trataría de una esclava sino de una criada de los Valencia, ya que la esclavitud en Colombia estaba prohibida desde 1853.